# Madang (prowincja)
Madang – prowincja Papui-Nowej Gwinei, położona w północnej części kraju nad Morzem Bismarcka. Obejmuje również kilka przybrzeżnych wysp, z których największe to Long Island i Karkar. Ośrodkiem administracyjnym jest miasto Madang.